# ティアルフ
ティアルフ（Thialf）は、オランダ・ヘーレンフェーンにあるスピードスケート競技場。

## 概要
1967年に屋外競技場として開設。1986年に屋内スピードスケート場に改装。以来オランダを代表するスピードスケート競技場として世界選手権、ワールドカップ、オランダ選手権など数多くの大会で使用されている。
またホイットニー・ヒューストン、ティナ・ターナー、アンドレ・リュウ、TOTO、トランス・エナジー、プリンスなど、有名アーティストによるコンサートが開催されてきた。
リンク内ではアイスホッケーの試合が可能であり、地元のチームヘーレンフェーン・フライヤーズの本拠地としても使用されている。